# Bauen
Bauen – miejscowość w gminie Seedorf w Szwajcarii, w kantonie Uri. Do 31 grudnia 2020 samodzielna gmina (Politische Gemeinde).

## Demografia
W Bauen mieszka 169 osób. W 2021 roku 10,4% populacji gminy stanowiły osoby urodzone poza Szwajcarią.

## Współpraca
Miejscowość partnerska:
- Meilen, Zurych